# Стрикалов, Геннадий Владимирович
Геннадий Владимирович Стрикалов (17 октября 1969, Пятигорск) — советский и российский футболист, вратарь. С 2015 по 2021 года занимал должность тренера вратарей в клубе «Динамо» Ставрополь.

## Карьера
Начал заниматься футболом в ДЮСШ «Машук». В 1987 дебютировал во Второй лиге чемпионата СССР, сыграл 5 матчей за пятигорский «Машук». В 1988—1989 проходил службу во внутренних войсках, в ИТК строгого режима. После службы отыграл сезон в 1990 году в чемпионате Краснодарского края за «Кубань» из Усть-Лабинска. До 1999 года играл в Ставропольском крае за кисловодский «Асмарал» («Олимп») и ставропольское «Динамо». «Отлучался» в 1992 году в камышинский «Текстильщик», а в 1993 в московский «Асмарал», оба клуба выступали в Высшей лиге, однако Стрикалов не выходил на поле за основной состав. Дебютировал в Высшей лиге в 2000 году в самарских «Крыльях Советов». Провел за них 9 игр и после неудачной встречи с владикавказской «Аланией» был отдан в аренду нижегородскому «Локомотиву». В первой же игре за «Локомотив» против «Алании» сломал руку и успел сыграть лишь 4 встречи в конце сезона.